# Vadhu Doctoranu
Vadhu Doctoranu là một bộ phim điện ảnh gia đình Ấn Độ của đạo diễn KK Haridas và được viết bởi Reghunath Paleri. Phim có sự tham gia của Jayaram, Nadhiya, Oduvil Unnikrishnan và KPAC Lalitha. Phim có phần âm nhạc của Johnson và Kannur Rajan.

## Nội dung
Câu chuyện xoay quanh Sidharthan, người muốn trở thành một bác sĩ, nhưng cuối cùng lại trở thành kỹ sư bảng điện. Anh quyết tâm kết hôn với một bác sĩ. Khi anh gặp Ammukutty, anh phát hiện ra rằng cô ấy là một bác sĩ và anh quyết tâm kết hôn với cô ấy. Em gái của anh, Nirmala yêu Vinayan, một nhân viên ngân hàng, nhưng Sidharthan không chấp thuận anh. Sau đó, nó quyết định rằng cả Nirmala và Vinayan và Sidharthan và Ammukutty sẽ kết hôn vào cùng một ngày. Nhưng sau khi kết hôn, Sidharthan phát hiện ra rằng Ammukutty là một bác sĩ thú y. Giữa họ có rất nhiều thăng trầm nhưng cuối cùng họ vẫn được đoàn tụ và Sidharthan hứa sẽ không bao giờ tạo ra tình huống như thế.

## Diễn viên
- Jayaram trong vai sidharthan
- Nadhiya trong vai Ammukutty
- Oduvil Unnikrishnan trong vai Marar
- KPAC Lalitha trong vai Dakshayani
- Jagathy Sreekumar trong vai Kunjan Marar
- Sreenivasan trong vai Vinayan
- Usha trong vai Nirmala
- Mala Aravindan trong vai Chinnappan
- Riza Bava trong vai Purushothaman
- Sivaji trong vai madhavan
- Mamukkoya trong vai Charlie
- Indrans trong vai Natheli
- Janardanan trong vai Sankaran
- Priyanka trong vai Chandramathi
- Kanakalatha trong vai Bharathi
- Harisree Asokan trong vai Snake Charmer
- Bobby Kottarakkara trong vai Sivaraman
- Santo Krishnan

## Âm nhạc
Âm nhạc được sáng tác bởi Kannur Rajan.
| STT | Tiêu đề                   | Ca sĩ                  | Lời bài hát         | Chiều dài (m: ss) |
| --- | ------------------------- | ---------------------- | ------------------- | ----------------- |
| 1   | "Kanmani Nin"             | KS Chithra             | Gireesh Puthenchery | 5:05              |
| 2   | "Pularkala Chandrika" (F) | KS Chithra             | Gireesh Puthenchery | 4:54              |
| 3   | "Pularkala Chandrika"     | KJ Yesudas             | Gireesh Puthenchery | 4:56              |
| 4   | "Thanka Theril"           | KJ Yesudas, KS Chithra | Gireesh Puthenchery | 5:13              |